# Liste von Fallbeispielen in der Rechtswissenschaft
In der Rechtswissenschaft werden zahlreiche Rechtsfragen anhand fiktiver oder tatsächlicher Fälle erörtert. Diese Liste enthält Leitentscheidungen und erfundene Sachverhalte, die besonders anschaulich ein oder mehrere Rechtsprobleme darstellen und in der juristischen Fachliteratur zitiert werden.

## Deutsches Recht

### Zivilrecht
- Apfelschorffälle (BGHZ 80, 186; Erweiterung der Produzentenhaftung auf Schäden aufgrund von Wirkungslosigkeit des Produkts)
- Bonifatiusfall (RGZ 83, 223; Abgrenzung der Schenkung unter Lebenden und auf den Todesfall, §§ 516, 2301 BGB)
- Bordeaux/Porto-Fall (AG Stuttgart-Bad Cannstatt, 16.03.2012 - 12 C 3263/11; §§ 119, 133, 157 BGB)
- Dombrand-Fall (Regress bei unechter Gesamtschuld) (RGZ 82, 206)
- Edelmannfall (RGZ 117, 121)
- Flugreisefall (§§ 812 ff. in Verbindung mit § 818 BGB) (BGHZ 55, 128)
- Fräsmaschinen-Fall (BGHZ 50, 45; Eigentumserwerb nach § 934 BGB)
- Geldtransporter-Fall (BGH NJW 1997, 865; Haftungsbegründende Kausalität bei mittelbarer Schadensverursachung)
- Grindelhochhaus-Urteil (BGHZ 41, 157; Begriff der Verwendung)
- Haakjöringsköd-Fall (RGZ 99, 147; falsa demonstratio non nocet)
- Hamburger Parkplatzfall (BGHZ 21, 319)
- Herrenreiter-Fall (allgemeines Persönlichkeitsrecht) (BGHZ 26, 349)
- Hondafall (Produzentenhaftung) aus Verletzung von Produktbeobachtungspflichten (BGHZ 99, 167–181)
- Iranfall (BGHZ 83, 197)
- Jungbullenfall (BGHZ 55, 176; Zusammentreffen von §§ 950 ff. mit §§ 932 ff. und §§ 812 ff. BGB)
- Kritikerfall (RGZ 133, 388; Kontrahierungszwang bei städtischem Betreiber)
- Kupolofenfall (BGHZ 92, 143; Auswurfschaden nach § 823 BGB, nach § 906 II BGB analog Beweislastumkehr für Rechtswidrigkeit und Verschulden)
- Linoleumrollenfall (RGZ 78, 239 VI. Zivilsenat des Reichsgerichts 7. Dezember 1911 zur damals nicht gesetzlich geregelten quasivertraglichen Haftung aufgrund Culpa in contrahendo (c.i.c))
- Lotteriefall (BGH, NJW 1974, 1705; Rechtsbindungswille bei unentgeltlichen Aufträgen)
- Milupa-Urteil (BGHZ 116, 60; Produkthaftung/Hinweispflicht des Herstellers)
- Pillenfall (BGHZ 97,372; Im Intimbereich ist Rechtsbindung nicht möglich (Nichteinnahme empfängnisverhütender Mittel))
- Reichseisenbahnfeldlokomotivenfall (BGHZ 31, 129; Entwicklung des Aufschwungexzesses)
- Rubel-Fall (RGZ 105, 406 VI. Zivilsenat des Reichsgerichts 30. November 1922 zum offenen Kalkulationsirrtum)
- Ruisdael-Fall (RGZ 135, 339; Mangelbegriff, Verhältnis Gewährleistung und Anfechtung)
- Salatblattfall (BGHZ 66, 51; Vertrag mit Schutzwirkung zugunsten Dritter)
- Schwarzmeerküste-Fall (BGHZ 63, 98; Anerkenntnis des verdorbenen Urlaubs als Vermögensschaden, heute in § 651n II BGB geregelt)
- Schwimmerschalterfall (BGHZ 67, 359; Weiterfressermangel)
- Straßenbahnfall (BGHZ 24, 21; Hinwendung des BGH zum letztlich nahezu folgenlos gebliebenen „Handlungsunrecht“)
- Toilettenpapier-Fall (LG Hanau 1979, 721; § 119 BGB)
- Trierer Weinversteigerung (Erforderlichkeit des Erklärungsbewusstseins bei der Willenserklärung)
- Zuckerfall (RGZ 135, 75; 138, 268; Eigentumserwerb nach § 934 BGB - Problematik: Nebenbesitz)

### Arbeitsrecht
- Bienenstichfall (BAG, Az. 2 AZR 3/83; NJW 1985, 284–285; NZA 1985, 91; DB 1984, 2702; Kündigung bei Bagatelldiebstahl)
- Christel-Schmidt-Entscheidung (EuGH C-392/92; Anforderungen an die Personalübernahme bei Betriebsübergang)
- Fall Emmely (BAGE 134, 349; Wirksamkeit einer Kündigung erfordert Einzelfallprüfung und Interessenabwägung)

### Öffentliches Recht
- Apothekenurteil (BVerfGE 7, 377; zur Berufsfreiheit, Art. 12 GG)
- Benetton-Entscheidung (BVerfGE 107, 275; zur Reichweite der Menschenwürdegarantie als Schranke kommerzieller Aufmerksamkeitswerbung)
- Brokdorf-Beschluss (BVerfGE 69, 315; zur verfassungskonformen Auslegung der Versammlungsfreiheit)
- Elfes-Urteil (BVerfGE 6, 32; Allgemeine Handlungsfreiheit aus Art. 2 I GG)
- Kreuzbergerkenntnis (PrOVG 9, 353)
- Lüth-Urteil (BVerfGE 7, 198; zur Meinungsfreiheit und der mittelbaren Drittwirkung als Ausdruck der Grundrechte als Schutzrechte)
- Mephisto-Entscheidung (BVerfGE 30, 173 ff.; Kunstfreiheit, allg. Persönlichkeitsrecht und praktische Konkordanz)
- Müller-Arnold-Fall (Kammergericht um 1780)
- Nassauskiesungsbeschluss (BVerfGE 58, 300; zu Enteignung und enteignungsgleichem Eingriff i. S. d. Art. 14 GG)
- Reiten im Walde (BVerfGE 80, 137 ff.)
- Sasbach-Beschluss (BVerfGE 61, 82; Anwendbarkeit der Grundrechte auf juristische Personen des öffentl. Rechts)
- Strafgefangenen-Urteil (BVerfGE 33, 1; Berufung auf Grundrechte von Personen in Sonderrechtsverhältnissen)
- Wunsiedel-Entscheidung (BVerfGE 124, 300; zur Meinungs- und Versammlungsfreiheit bei NPD-Aufmärschen)
- Wüppesahl-Urteil (BVerfGE 80, 188; zu Status und Rechten des fraktionslosen Abgeordneten nach Art. 38 GG)

### Klimarecht
- Klimabeschluss (BVerfGE 157, 30; Unvereinbarkeit einzelner Bestimmungen des Bundes-Klimaschutzgesetzes (KSG) mit den Grundrechten; Art. 20a; Verfassungsrang des Klimaschutzes)

### Strafrecht
- Affäre Conti (DDR-BRD-Schauprozess)
- Badewannen-Fall (RGSt 74, 84; Abgrenzung von Täterschaft und Teilnahme)
- Beilwurf-Fall (BGH, JZ 1981, 35)
- Benzinguss-Fall (BGH NStZ 1986, 264)
- Blutrausch-Fall (BGHSt 7, 325; zur Auswirkung einer erst während der Tatausführung eintretenden Schuldunfähigkeit)
- Bugwellen-Fall (BGH 1 StR 273/97 vom 4. November 1997)
- Daschner-Fall (LG Frankfurt, NStZ 2005, 593; zur Rettungsfolter und deren Verwertung als Beweis)
- Dienstmützen-Fall (BGHSt 19, 387)
- Dritte-Halbzeit-Fall (BGHSt 58, 140; zu den Voraussetzungen und der Sittenwidrigkeit der Einwilligung bei Hooligans; siehe auch Dritte Halbzeit)
- Gänsebucht-Fall (RGSt 48,58; zum absichtslos-dolosen Werkzeug der mittelbaren Täterschaft)
- Haustyrannen-Fall (BGH 1 StR 483/02; zu Rechtfertigung und Entschuldigung des Haustyrannenmordes)
- Hochsitz-Fall (BGHSt 31, 96)
- Hoferben-Fall (BGHSt 37, 214)
- Jauchegruben-Fall (BGHSt 14, 193)
- Katzenkönig-Fall (BGHSt 35, 347)
- Labello-Fall (BGH, NJW 1996, 2663)
- Laepple-Urteil (BGHSt 23, 46; zur Problematik der "geistigen Nötigung")
- Lederriemen-Fall, auch Sandsackfall (BGHSt 7, 363; zur Abgrenzung von dolus eventualis zu bewusster Fahrlässigkeit)
- Lederspray-Fall (BGHSt 37, 106; u. a. zur Abgrenzung zwischen Tun und Unterlassen i. S. d. § 13 StGB)
- Leinenfänger-Fall (RGSt 30, 25)
- Pistazieneisfall (BGH 1 StR 171/98 – Urteil v. 19. Januar 1999 (LG Heilbronn). zu den Grenzen der freien Beweiswürdigung gem. § 261 StPO)
- Radfahrer-Fall (BGHSt 11, 1)
- Rose-Rosahl-Fall (PrObTr GA 7, 322; zur Beachtlichkeit des error in persona des Haupttäters und dessen Auswirkung hinsichtlich des Anstifters)
- Rotlicht-Fall (BGHSt 39, 133)
- Rötzel-Fall (BGH, NJW 1971, 152; zum Unmittelbarkeitszusammenhang bei Körperverletzung mit Todesfolge)
- Sirius-Fall (BGHSt 32, 38; zur Abgrenzung von mittelbarer Täterschaft und strafloser Teilnahme am Suizid)
- Staschinski-Fall (BGHSt 18, 87; zur Abgrenzung von Täterschaft und Teilnahme)
- Stromdiebstahl-Fall (RGSt 32, 165; zu Analogieverbot und Strom als Diebstahlsobjekt)
- Taschenbuch-Fall (OLG Celle, NJW 1967, 1921)
- Winkelschleifer-Fall (OLG Düsseldorf, NJW 1988, 922)
- Ziegenhaar-Fall (RGSt 63, 211; Abgrenzung zwischen Tun und Unterlassen i. S. d. § 13 StGB)

### Zivilprozessrecht
- Anastasia-Entscheidung (zur Überzeugungsbildung der Richter im Zivilprozess)

## Schweizer Recht
- Frauenstimmrecht-Entscheid (BGE 116 Ia 359)
- Mülleramazonen-Papageien-Fall (BGE 133 III 257)

## Europarecht
- Angonese-Entscheidung (EuGH Slg. 2000, I-4139)
- Bosman-Entscheidung (EuGH Slg. 1995, I-4921)
- Cassis-de-Dijon-Entscheidung (Slg. 1979, I-649)
- Costa/ENEL-Entscheidung (Slg. 1964, 1251)
- Daily-Mail-Entscheidung (EuGH Slg. 1988, 5483)
- Dassonville-Entscheidung (EuGH Slg. 1974, 837)
- Eurowings-Entscheidung (EuGH, 26. Oktober 1999 - C-294/97)
- Francovich-Entscheidung (EuGH Slg. 1991, 5357)
- Inspire Art-Entscheidung (EuGH Slg. 2003, I-10155)
- Keck-Entscheidung (EuGH Slg. 1993, I-6097)
- Kühne und Heitz NV / Productschap voor Pluimvee en Eieren (EuGH Slg. 2004, I-837)
- Maastricht-Urteil (BVerfGE 89, 155)
- Mangold-Entscheidung (Slg. 2005, I-9981)
- Solange I (BVerfGE 37, 271)
- Solange II (BVerfGE 73, 339)

## Recht der Vereinigten Staaten
- Atkins v. Virginia
- Barron v. Baltimore
- Baze v. Rees
- Brown v. Board of Education
- Chevron U.S.A. v. Natural Resources Defense Council
- Chisholm v. Georgia
- District of Columbia v. Heller
- Dred Scott v. Sandford
- Griswold v. Connecticut
- Kennedy v. Louisiana
- Lawrence v. Texas
- Loving v. Virginia
- Marbury v. Madison
- McCulloch v. Maryland
- Miranda v. Arizona
- Muskrat v. United States
- Obergefell v. Hodges
- Plessy v. Ferguson
- Roe v. Wade
- Tabasco-Prozesse (Markenrecht)
- United States v. Nixon
- Worcester v. Georgia

## Recht des Vereinigten Königreichs

### Contract Law
- Beswick v Beswick (1967)
- Carlill v Carbolic Smoke Ball Company (1892)
- Cehave v Bremer Handelsgesellschaft (1975)
- Cundy v Lindsay (1878)
- Felthouse v Bindley (1863)
- Re McArdie (1951)
- Re Selectmove
- Williams v Roffey Bros (1990)

### Tort Law
- Donoghue v Stevenson (1932)
- McLoughlin v O’Brian (1983)
- Page v Smith (1996)

### Sonstiges
- Bushel’s Case (1670)
- Rex v Sussex Justices, Ex parte McCarthy (1924)

### Übersichten in der Wikipedia
- Kategorie:Entscheidung des Europäischen Gerichtshofs
- Kategorie:Entscheidung des Reichsgerichts (Deutschland)
- Kategorie:Entscheidung des Bundesgerichtshofs